# Юзефово (гміна Радзанув)
Юзефово (пол. Józefowo) — село в Польщі, у гміні Радзанув Млавського повіту Мазовецького воєводства.
Населення — 127 осіб (2011).
У 1975-1998 роках село належало до Цехановського воєводства.

## Демографія
Демографічна структура станом на 31 березня 2011 року:
|          | Загалом | Допрацездатний вік | Працездатний вік | Постпрацездатний вік |
| -------- | ------- | ------------------ | ---------------- | -------------------- |
| Чоловіки | 62      | 15                 | 36               | 11                   |
| Жінки    | 65      | 11                 | 34               | 20                   |
| Разом    | 127     | 26                 | 70               | 31                   |